# Леивонмяки (национальный парк)
Леивонмяки (фин. Leivonmäen kansallispuisto) — национальный парк в Центральной Финляндии. Основан в 2003 году и занимает 29 км².
Типичный пейзаж состоит из болот, берегов озера Рутаярви и эскерских лесов.

## Галерея
| - Лес в национальном парке Леивонмяки - Озеро Соймалампи - Озеро Рутаярви |